# Disostosis acrofrontofacionasal
La disostosis acrofrontofacionasal es una enfermedad extremadamente rara, caracterizada por retraso mental, baja estatura, hipertelorismo, punta nasal ancha con muescas, labio leporino (paladar hendido), camptobraquipolisindactilia postaxial, hipoplasia del peroné, y anomalías de la morfología del pie.